# Mesocricetus raddei
El hámster dorado del Cáucaso (Mesocricetus raddei) es una especie de roedor miomorfo de la familia Cricetidae. No se reconocen subespecies.

## Distribución
Se encuentra en Georgia y Rusia.